# Draconário

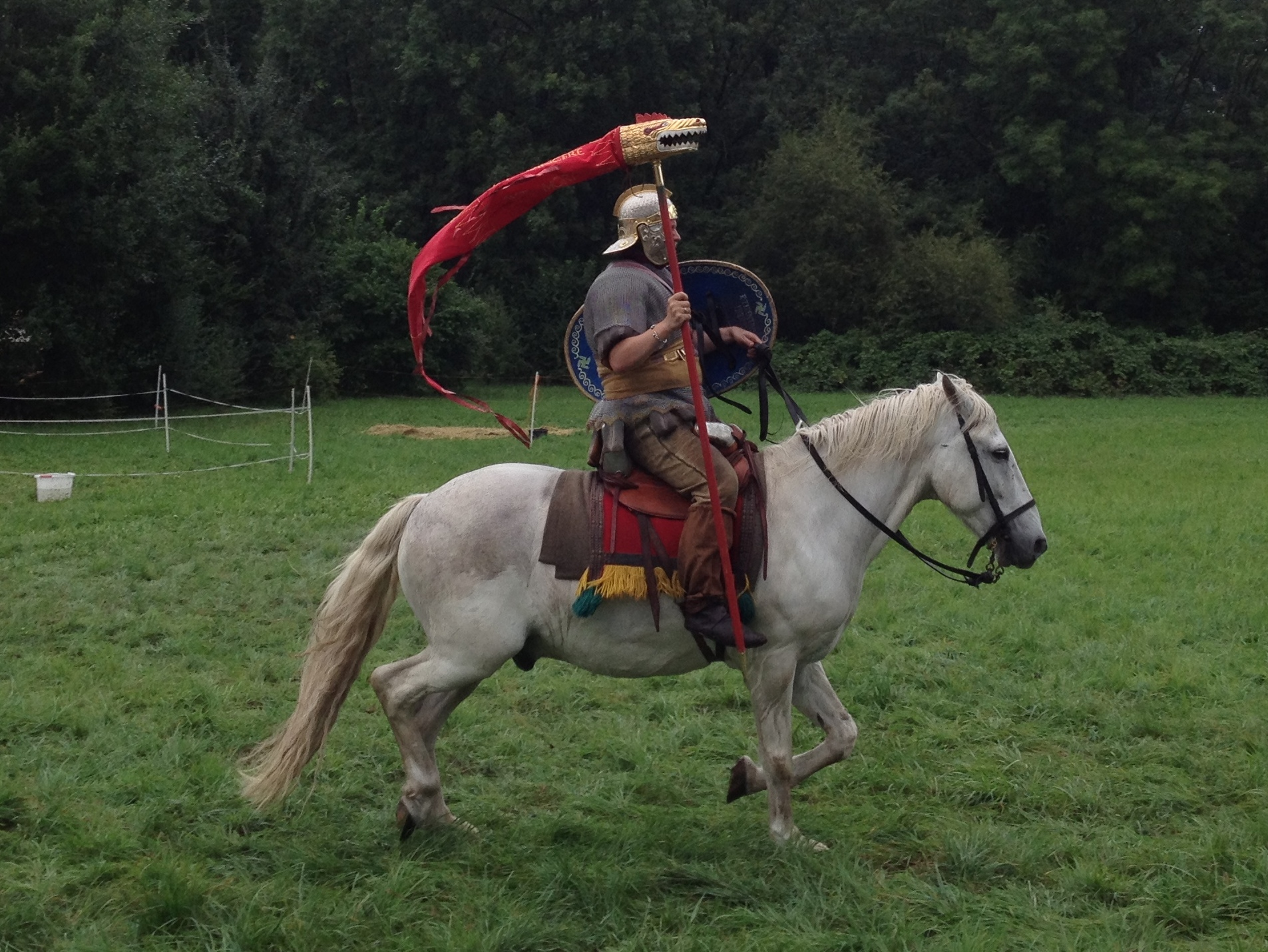
Reconstituição de um draconário durante o Festival Romano de 2007 em Augusta Ráurica

Draconário (em latim: Draconarius) foi um tipo de signífero que portou uma estandarte de cavalaria conhecido como dragão no exército romano. Em sentido estrito, o termo denota o portador desse estandarte, contudo com o tempo passou a ser empregado pelo cristianismo para descrever o portador do lábaro em batalha e também os portadores da cruz em procissões.
Dos dácios e sármatas conquistados, os romanos no tempo do imperador Trajano (r. 98–117) portaram a insígnia do dragão que logo tornar-se-ia o estandarte da coorte, como a águia era da legião. Sua importância cresceu no seio das coortes romanas, e pelo século século IV, segundo Vegécio, foi introduzido como o novo estandarte romano.
O ofício de draconário é atestado tão tardiamente quanto o século VI, embora é impreciso se por essa época o emprego do termo significa que ainda exercia alguma função ou se meramente seria uma acepção anacronística. Seja como for, sabe-se mediante as fontes existentes que pelo século VIII, quando a guarda imperial dos excubitores, criados durante o reinado do imperador bizantino Leão I, o Trácio (r. 457–474), tornar-se-iam um tagma após as reformas de Constantino V Coprônimo (r. 741–775), havia um oficial de nome draconário (em grego: δρακονάριος; romaniz.: drakonários), certamente derivado do oficial clássico, que compunha essa unidade.